# Egham
Egham (engelskt uttal: [ˈɛɡəm]) är en stad i grevskapet Surrey i sydöstra England. Staden ligger i distriktet Runnymede, cirka 30,5 kilometer sydväst om centrala London. Tätorten (built-up area) hade 27 997 invånare vid folkräkningen år 2021. Egham nämndes i Domedagsboken (Domesday Book) år 1086, och kallades då Egeham.